# بينا جاليني
بينا جاليني (بالإيطالية: Pina Gallini)‏ هي ممثلة إيطالية، ولدت في 19 مارس 1888 ببوندينو في إيطاليا، وتوفيت في 31 يناير 1974 ببولونيا في إيطاليا.

## وصلات خارجية
- بينا جاليني على موقع IMDb (الإنجليزية)
- بينا جاليني على موقع ألو سيني (الفرنسية)
- بينا جاليني على موقع قاعدة بيانات الأفلام السويدية (السويدية)
- بينا جاليني على موقع قاعدة بيانات الفيلم (الإنجليزية)
- بينا جاليني على موقع كينوبويسك (الروسية)